# Тухељске Топлице
Тухељске Топлице су насељено место у саставу општине Тухељ у Крапинско-загорској жупанији, Хрватска. До територијалне реорганизације у Хрватској налазиле су се у саставу старе општине Клањец.

## Становништво
На попису становништва 2011. године, Тухељске Топлице су имале 309 становника.

## Попис1991.
На попису становништва 1991. године, насељено место Тухељске Топлице је имало 236 становника, следећег националног састава:
| Попис 1991.‍ | Попис 1991.‍ | Попис 1991.‍ | Попис 1991.‍ | Попис 1991.‍ |
| ----------- | ----------- | ----------- | ----------- | ----------- |
|             |             |             |             |             |
| Хрвати      | Хрвати      |             | 225         | 95,33%      |
| Срби        | Срби        |             | 3           | 1,27%       |
| Словенци    | Словенци    |             | 2           | 0,84%       |
| непознато   | непознато   |             | 6           | 2,54%       |
| укупно: 236 |             |             |             |             |